# Карпентер, Филип
Филип Карпентер (англ. Philip Pearsall Carpenter; 1819—1877) — английский малакозоолог.
Последние годы жизни провёл в Америке, напечатал несколько ценных трудов по моллюскам: «Reports on the Mollusca of the West-Coast of North America» (1856); «Catalogue of the Mazatlan Shells» (1855—1857); «Lectures on Mollusca» (1860); «The Molluscs of Western North America» (1872); «Supplementary Report on the Present State of our Knowledge with Regard to the Mollusca of the West Coast of N. America» (1864).